# رباط قلعه وزیر
رباط قلعه وزیر مربوط به دوره قاجار است و در شهرستان نیشابور، بخش زبرخان، روستای قلعه وزیر واقع شده و این اثر در تاریخ ۱۷ مرداد ۱۳۸۳ با شمارهٔ ثبت ۱۱۰۳۹ به‌عنوان یکی از آثار ملی ایران به ثبت رسیده است.